# Kuroneko
Kuroneko (藪の中の黒猫|Yabu no Naka no Kuroneko, El gat negre en un bosc de bambú, o simplement El gat negre) és una pel·lícula japonesa dirigida per Kaneto Shindô, estrenada el 24 de febrer de 1968. Ha estat doblada al català.

## Argument
Una dona i la seva filla són violades i assassinades per un grup de samurais. Èbries de venjança, reneixen sota la forma d'esperits de gats i juren matar tots els samurais. Fins al dia en què la seva víctima designada és el fill de la dona i, per tant, marit de la jove, que ha tornat de la guerra.

## Repartiment
- Kichiemon Nakamura: Gintoki
- Nobuko Otowa: La mare
- Kiwako Taichi: La jove
- Kei Sato: Raiko
- Taiji Tonoyama: Un granger
- Rokko Toura: Un samurai
- Hideo Kanze: Mikado

## Premis i nominacions
- 1969: Premi a la millor actriu al Mainichi Film Concours per Nobuko Otowa
- 1969: Premi a la millor fotografia al Mainichi Film Concours per Kiyomi Kuroda